# Chlamydacanthus
- Commons
- Wikispecies

Chlamydacanthus Lindau, segundo o Sistema APG II, é um gênero botânico da família Acanthaceae.

## Sinonímia
- Theileamea Baill.

## Espécies
- Chlamydacanthus dichrostachyus
- Chlamydacanthus lindavianus
- Chlamydacanthus rupestris

## Nome e referências
Chlamydacanthus Lindau, 1893.

## Classificação do gênero
| Sistema | Classificação                       | Referência            |
| ------- | ----------------------------------- | --------------------- |
| APG II  | Ordem Lamiales, família Acanthaceae | APweb, versão 9, 2008 |